# Chung kết Cúp C1 châu Âu 1967
Trận chung kết Cúp C1 châu Âu năm 1967 là trận chung kết thứ mười hai của Cúp các đội vô địch bóng đá quốc gia châu Âu, ngày nay là UEFA Champions League. Đây là trận đấu giữa Inter Milan của Ý và Celtic của Scotland trên sân vận động Quốc gia ở Lisboa, Bồ Đào Nha vào ngày 25 tháng 5 năm 1967. Với chiến thắng 2–1, Celtic trở thành câu lạc bộ Anh giành Cúp C1 châu Âu.

## Chi tiết trận đấu
| Celtic                     | 2–1 | Inter Milan        |
| -------------------------- | --- | ------------------ |
| Gemmell 63' · Chalmers 84' |     | Mazzola 7' (ph.đ.) |

| Celtic | Inter Milan |

| CELTIC:                                      |    |                    |
|                                              |    |                    |
| TM                                           | 1  | Ronnie Simpson     |
| HV                                           | 2  | Jim Craig          |
| HV                                           | 3  | Tommy Gemmell      |
| HV                                           | 4  | Bobby Murdoch      |
| HV                                           | 5  | Billy McNeill (ĐT) |
| TV                                           | 6  | John Clark         |
| TV                                           | 7  | Jimmy Johnstone    |
| TV                                           | 8  | William Wallace    |
| TV                                           | 9  | Stevie Chalmers    |
| TĐ                                           | 10 | Bertie Auld        |
| TĐ                                           | 11 | Bobby Lennox       |
| Huấn luyện viên:                             |    |                    |
| Jock Stein Trợ lý trọng tài Trọng tài thứ tư |    |                    |

| INTER MILAN:     |    |                     |
|                  |    |                     |
| TM               | 1  | Giuliano Sarti      |
| HV               | 2  | Tarcisio Burgnich   |
| HV               | 3  | Giacinto Facchetti  |
| HV               | 4  | Giancarlo Bedin     |
| HV               | 5  | Aristide Guarneri   |
| TV               | 6  | Armando Picchi (ĐT) |
| TV               | 7  | Angelo Domenghini   |
| TV               | 8  | Sandro Mazzola      |
| TV               | 9  | Mauro Bicicli       |
| TĐ               | 10 | Renato Cappellini   |
| TĐ               | 11 | Mario Corso         |
| Huấn luyện viên: |    |                     |
| Helenio Herrera  |    |                     |